# West Hawk
West Hawk – jezioro i krater uderzeniowy w prowincji Manitoba w Kanadzie. Skały tego krateru nie są widoczne na powierzchni ziemi.
Jezioro West Hawk leży w parku Whiteshell Provincial Park. Ma poszarpaną, nieregularną linię brzegową ukształtowaną przez erozję lodowcową. Południowa, główna część jeziora ma kształt bliski kolistemu, średnicę ok. 3,6 km i głębokość 110 m; jest to najgłębsze jezioro prowincji Manitoba. Ze względu na położenie blisko stolicy prowincji, Winnipeg, jest ono łatwo dostępne dla turystów, którzy uprawiają na nim sporty wodne. Szczególnie popularne jest nurkowanie, ze względu na głębokość jeziora i przejrzystość wody. Znajduje się nad nim marina i hodowla ryb, w której hodowane są pstrągi i szczupaki.
W jego obrębie znajduje się pogrzebany, zerodowany krater uderzeniowy o średnicy 2440 m. Powstał on około 351 milionów lat temu (missisip lub dewon późny); skały przekształcone przez uderzenie zostały wydobyte dzięki wierceniom. Utworzył go upadek małego ciała niebieskiego na skały krystaliczne.